# 제시 랠프

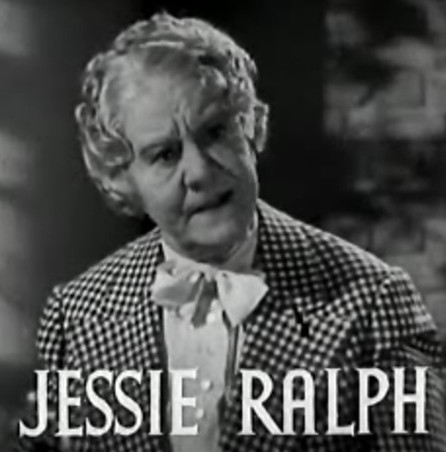

제시 랠프(Jessie Ralph, 1864년 11월 5일 ~ 1944년 5월 30일)는 미국의 영화배우, 연극 배우, 배우이다.

## 영화
- 데이 멧 인 봄베이 (1941년)
- 파랑새 (1940년)
- 뱅크 딕 (1940년)
- 세인트 루이스 블루스 (1939년)
- 모호크족의 북소리 (1939년)
- 대지 (1937년)
- 소공자 (1936년)
- 워킹 온 에어 (1936년)
- 춘희 (1936년) - 나닌 역
- 샌프란시스코 (1936년)
- 마크 오브 더 뱀파이어 (1935년)
- 아이 파운드 스텔라 패리시 (1935년)
- 메트로폴리탄 (1935년)
- 파리 인 스프링 (1935년)
- 캡틴 블러드 (1935년)
- 데이빗 코퍼필드 (1935년)
- 어페어 오브 셀리니 (1934년)
- 원 나잇 오브 러브 (1934년)
- 엘머, 더 그레이트 (1933년) - 사라 크로스비 역